# Animaux sur timbres de Cuba
Cuba a régulièrement émis des timbres avec des fleurs et des animaux.

## 1965
| Valeur faciale | Légende                               | Remarque                                       |
| -------------- | ------------------------------------- | ---------------------------------------------- |
| 2 c.           | Carathis gortynoides (Groote)         |                                                |
| 2 c.           | Hymenitis cubana (H. Sch.)            | Synonyme : Greta cubana                        |
| 2 c.           | Eubaphe heros (Grote)                 | Synonyme : Virbia heros                        |
| 2 c.           | Dismorphia cubana (H. Sch.)           |                                                |
| 2 c.           | Anetia numidia briarea (Latr.)        | Synonyme : Anetia briarea                      |
| 3 c.           | Ctenuchidia virgo (H. Sch.)           |                                                |
| 3 c.           | Eubaphe disparilis (Grote)            | Synonyme : Virbia disparilis                   |
| 3 c.           | Lycorea ceres demeter (Feld. y Feld.) | Synonyme : Lycorea cleobaea                    |
| 3 c.           | Syntomidopsis variegata (Walk.)       |                                                |
| 3 c.           | Siderone nemesis (Illig.)             |                                                |
| 13 c.          | Prepona antimache crossina (Fruhs.)   | Sous-espèce inconnue                           |
| 13 c.          | Sylepta reginalis (Cramer)            | II s'agit probablement de Lypotigris reginalis |
| 6 c.           | Chlosyne perezi perezi (H. Sch.)      | Synonyme : Atlantea perezi                     |
| 6 c.           | Anetia cubana Salv.                   |                                                |
| 6 c.           | Anaea clytemnestra iphigenia (Luc.)   | Synonyme : Hypna clytemnestra                  |

## 1969
| Valeur faciale | Légende                         | Remarque |
| -------------- | ------------------------------- | -------- |
| 1 c.           | Petrochirus bahamensis (Herbst) |          |
| 2 c.           | Stenopus hispidus (Olivier)     |          |
| 3 c.           | Panulirus argus (Latr.)         |          |
| 4 c.           | Callinectes sapidus Rathbun     |          |
| 5 c.           | Gecarcinus ruricola (L.)        |          |
| 13 c.          | Macrobrachium carcinus L.       |          |
| 30 c.          | Carpilius corallinus (Herbst)   |          |

## 1972
| Valeur faciale | Légende                               | Remarque                               |
| -------------- | ------------------------------------- | -------------------------------------- |
| 1 c.           | Papilio thoas oviedo Gundl.           |                                        |
| 2 c.           | Papilio devilliers Gundl.             | Synonyme : Battus devilliers           |
| 3 c.           | Papilio polixenes polixenes Gundl.    | Graphie correcte : Papilio polyxenes   |
| 4 c.           | Papilio androgeus epidaurus God. Sal. |                                        |
| 5 c.           | Papilio cayguanabus Poey              | Graphie correcte : Papilio caiguanabus |
| 13 c.          | Papilio andraemon hernandezi Torre    |                                        |
| 30 c.          | Papilio celadon Lucas                 | Synonyme : Neographium celadon         |

## 1974
| Valeur faciale | Légende                            | Remarque                           |
| -------------- | ---------------------------------- | ---------------------------------- |
| 1 c.           | Eumaeus atala atala (Poey)         |                                    |
| 2 c.           | Pineria terebra Poey               | Nom scientifique probablement faux |
| 3 c.           | Chaetodon sedentarius Poey         |                                    |
| 4 c.           | Eurema (Pyristia) dina dina (Poey) |                                    |
| 13 c.          | Hemitrochus fuscolabiata (Poey)    | Nom scientifique probablement faux |
| 30 c.          | Eupomacentrus partitus (Poey)      | Homonymie : Stegastes partitus     |

## 1982
| Valeur faciale | Légende                                 | Remarque                                  |
| -------------- | --------------------------------------- | ----------------------------------------- |
| 1 c.           | Euptoieta hegesia hegesia (Cramer)      |                                           |
| 4 c.           | Metamorpha stelenes insularis (Maynard) | Synonyme : Siproeta stelenes              |
| 5 c.           | Heliconius charitonius ramsdeni         | Graphie correcte : Heliconius charithonia |
| 20 c.          | Phoebis avellaneda (Herrich-Schäffer)   |                                           |
| 30 c.          | Hamadryas ferox diasia                  | Synonyme : Hamadryas amphichloe           |
| 50 c.          | Marpesia eleuchea eleuchea              |                                           |

## 1984
| Valeur faciale | Légende                                              | Remarque                            |
| -------------- | ---------------------------------------------------- | ----------------------------------- |
| 1 c.           | cacus mielus                                         | Synonyme : Ixias pyrene             |
| 2 c.           | Phoebis avellaneda avellaneda Herr-Schaffer          |                                     |
| 3 c.           | Anthocaris sara sara Boisduval                       | Graphie correcte : Anthocharis sara |
| 5 c.           | Victorina (Amphirene) superba superba Bates          |                                     |
| 20 c.          | Heliconius cydno cydnides Staudinger                 |                                     |
| 30 c.          | Parides gundlachianus calzadillae (S.L. De La Torre) |                                     |
| 50 c.          | Catagramma sorana sorana                             | Synonyme : Callicore sorana         |

## 1989
| Valeur faciale | Légende            | Remarque                             |
| -------------- | ------------------ | ------------------------------------ |
| 1 c.           | Metamorpho dido    | Synonyme : Philaethria dido          |
| 3 c.           | Callithea saphhira | Hubner 1806/16                       |
| 5 c.           | Papilio zagreus    |                                      |
| 10 c.          | Mynes sestia       | Fruhstorfer 1909 (EOL)               |
| 30 c.          | Papilio dardanus   |                                      |
| 50 c.          | Catagranma sorana  | Synonyme probable : Callicore sorana |

## 1991
| Valeur faciale | Légende              | Remarque                   |
| -------------- | -------------------- | -------------------------- |
| 2 c.           | Chioides marmorosa   |                            |
| 3 c.           | Composia fidelissima |                            |
| 5 c.           | Danaus plexippus     |                            |
| 10 c.          | Hypolimnas misippus  |                            |
| 30 c.          | Hypna iphigenia      |                            |
| 50 c.          | Hemiargus ammon      | Synonyme : Cyclargus ammon |

## 1995
| Valeur faciale | Légende                  | Remarque                     |
| -------------- | ------------------------ | ---------------------------- |
| 10 c.          | Dione vanillae insularis | Synonyme : Agraulis vanillae |
| 15 c.          | Eunica tatila talilista  |                              |
| 65 c.          | Melete salacia cubana    |                              |
| 75 c.          | Greta cubana             |                              |
| 85 c.          | Eurema daira palmira     |                              |
| 90 c.          | Phoebis sennae sennae    |                              |
| 50 c.          | Catagramma sorana sorana | Synonyme : Callicore sorana  |

## 1997
| Valeur faciale | Légende                 | Remarque                    |
| -------------- | ----------------------- | --------------------------- |
| 10 c.          | Eurema nicippe          |                             |
| 15 c.          | Eurema dina             |                             |
| 15 c.          | Colobura dirce clementi |                             |
| 65 c.          | Vanesa atalanta         | Coquille : Vanessa atalanta |
| 85 c.          | Kricogonia castalia     |                             |

## 1999
| Valeur faciale | Légende                        | Remarque                     |
| -------------- | ------------------------------ | ---------------------------- |
| 5 c.           | Gramma loreto Poey             |                              |
| 15 c.          | Liopropoma rubre Poey          |                              |
| 65 c.          | Hypoplectrus gummigutta (Poey) |                              |
| 65 c.          | Stegastes dorsopunicans (Poey) | Synonyme : Stegastes adustus |